# 땅꾼자리 12
땅꾼자리 12는 땅꾼자리에 있는 변광성이자 오렌지색 주계열성이다. 이 별은 따로 동반 천체를 거느리고 있지 않은 것으로 알려졌으며, 먼지 원반이 주위에 형성되어 있는지의 여부도 불투명하다.
이 별의 분광형은 용자리 BY 변광성이며 땅꾼자리 V2133의 변광성 이름을 갖고 있다. 이 별의 변광 현상은 채층에서 일어나는 큰 규모의 자기장 활동(흑점의 형태임)과, 이 흑점들이 자전으로 인해 관찰자의 시야에 나타나고 사라지는 것 때문이다. 뱀주인자리 12는 흑점의 생성과 소멸로 인해 빠른 속도로 밝기에 변동이 생긴다. 이 별의 장주기 변광 양상은 흑점 활동 주기 두 개로 요약할 수 있다. 뱀주인자리 12의 흑점 활동 주기는 4년 및 17.4년이다.(태양은 11년)
이 별의 중원소함량은 태양과 거의 비슷하다. 여기서 중원소는 헬륨보다 무거운 모든 원소를 부르는 천문학 용어이다. 표면 중력은 log(g) = 4.6으로 태양보다 좀 더 크다. 우주 공간에서 이 별이 태양계에 대하여 움직이는 속도는 초당 30킬로미터 정도이다. 채층 활동이 활발하고 자전 속도가 빠른 것으로 보아, 뱀주인자리 12의 나이는 젊은 것으로 보인다.

## 같이 보기
- 오렌지색 왜성
- 가까운 밝은 별